# Rondefontaine
Rondefontaine is een gemeente in het Franse departement Doubs (regio Bourgogne-Franche-Comté) en telt 30 inwoners (2009). De plaats maakt deel uit van het arrondissement Pontarlier.

## Geografie
De oppervlakte van Rondefontaine bedraagt 2,7 km², de bevolkingsdichtheid is dus 11,1 inwoners per km².
De onderstaande kaart toont de ligging van Rondefontaine met de belangrijkste infrastructuur en aangrenzende gemeenten.

## Demografie
Onderstaande figuur toont het verloop van het inwonertal (bron: INSEE-tellingen).